# Controlador Programável de Interrupções
Em computação, um Controlador Programável de Interrupções, do inglês programmable interrupt controller (PIC) é um dispositivo que é usado para combinar várias fontes de interrupção em uma ou mais linhas de UCP, uma vez que permite que níveis de prioridades sejam designados a suas saídas de interrupção. Quando o dispositivo possui várias saídas de interrupções para reivindicar, ele reivindica-as na ordem de suas prioridades relativas. Modos comuns de um PIC incluem prioridades rígidas, prioridades rotativas e prioridades cascateadas. PICs geralmente permitem o cascateamento de suas saídas para entradas entre cada um.